# 1907 en Allemagne
Chronologie de l’Allemagne
- 1903
- 1904
- 1905
- 1906
- 1907
- 1908
- 1909
- 1910
- 1911

Cet article présente les faits marquants de l'année 1907 en Allemagne.

## Événements

### Janvier
- 25 janvier : Élections législatives allemandes. Majorité de droite, étroite et fragile, au Reichstag pour soutenir la Weltpolitik de Bülow (bloc Bülow).
- 26 - 27 janvier : Championnat d'Europe de patinage artistique 1907 à Berlin.

### Avril
- 13 - 27 avril : affaire Harden-Eulenburg en Allemagne. Le journaliste Maximilian Harden dénonce l’homosexualité du prince de Eulenburg et du général Kuno von Moltke.

### Mai
- 19 mai : le Fribourg FC remporte le Championnat d'Allemagne de football 1906-1907.

### Août
- Championnats d'Europe d'aviron à Strasbourg.

- 18 - 24 août : congrès de Stuttgart. À la suite des conflits de l’Extrême-Orient, des incidents du Congo, de la famine des Héréros (Sud-Ouest africain Allemand), les problèmes coloniaux et le « colonialisme » font l’objet de débat parmi les socialistes. Plusieurs courants se distinguent : l’un, impérialiste, juge que la colonisation constitue un « élément intégral du but essentiel des civilisations poursuivi par le mouvement socialiste » (E. David, Noske, Hildebrand). D’autres rêvent d’une gestion internationale des colonies, jugeant que la colonisation est un fait de l’histoire (Van Kol, Jaurès, Vandervelde). La barbarie coloniale est dénoncée, mais l’idée de laisser les peuples colonisés indépendants semble absurde (« se serait rendre les États-Unis aux Indiens », selon Berstein). À gauche, Kautsky et Jules Guesde nient que la colonisation soit un facteur de progrès : la condamner n’est pas s’opposer à la dialectique de l’Histoire et la démocratie est possible dans les colonies comme ailleurs.

## Naissances
- 16 février : Rolf Hirschland, artiste
- 6 avril : Francis Wolff, photographe
- 2 août : Klaus Riedel, ingénieur
- 12 août : Josef Stangl, évêque
- 22 septembre : Wilhelm Specht, mathématicien
- 22 octobre : Émilie Schindler, juste parmi les Nations
- 9 novembre : Louis-Ferdinand de Prusse, prince
- 24 novembre : Friedrich Geiger, designer
- 13 décembre : Theodor Wisch, militaire
- 27 décembre : Sebastian Haffner, écrivain